# Tracie Bennett
Tracey Anne „Tracie“ Bennett (geboren am 17. Juni 1961 in Leigh, Lancashire) ist eine englische Schauspielerin und Musical-Darstellerin. Sie erhielt zwei Olivier Awards für ihre Rollen in den Musicals She Loves Me und Hairspray und wurde für ihre Rolle als Judy Garland in der Broadway-Produktion des biographischen Theaterstücks End of the Rainbow mehrfach ausgezeichnet und für den Tony Award nominiert.

## Karriere
Tracey „Tracie“ Bennett erhielt ihre Ausbildung an der Italia Conti Academy of Theatre Arts im Londoner Stadtteil Clapham. Ihr Fernseh-Debüt war in der Kinderserie Going Out. Einem breiteren Publikum bekannt wurde sie, als sie von 1982 bis 1984 in der Fernsehserie Coronation Street die Rolle der Sharon Gaskell verkörperte und zu der sie im Jahr 1999 nochmal kurz zurückkehrte. Es folgten zahlreiche weitere Auftritte in Filmen und Fernsehserien.
Daneben hat Tracie Bennett sich auch als Theaterschauspielerin sowohl in Dramen als auch in Musicals einen etabliert. So erhielt sie im Jahr 1994 für ihre Rolle im Musical She Loves Me am Londoner Savoy Theatre ihren ersten Olivier Award als beste Nebendarstellerin in einem Musical. Im Jahr 2000 spielte sie die Ida im Musical Honk!, einer Adaption von Hans Christian Andersens Märchen Das hässliche Entlein, das in jenem Jahr einen Olivier Award als Bestes Musical erhielt. Eine weitere Nominierung für einen Olivier Award erlangte sie 2004 für ihre Rolle in der Londoner Produktion des Musicals High Society.
Von Januar 2006 bis Juli 2007 spielte sie die Madame Thénardier im Musical Les Misérables im Londoner Queen’s Theatre. Im Oktober 2007 übernahm sie die Rolle der Velma von Tussle im Musical Hairspray im Londoner Shaftesbury Theatre, wofür sie dann im März 2008 mit ihrem zweiten Olivier Award als beste Nebendarstellerin in einem Musical ausgezeichnet wurde.
Im Februar 2010 übernahm sie die Rolle der Judy Garland im biographischen Theaterstücks End of the Rainbow, das ein großer Erfolg wurde und wofür sie eine Olivier-Award-Nominierung als Beste Darstellerin erhielt. Als das Stück im März 2012 an den New Yorker Broadway ging und Tracie Bennett auch dort ihre Rolle übernahm, erhielt sie dafür einen Outer Critics Circle Award sowie einen Drama Desk Award, jeweils als beste Hauptdarstellerin und eine Nominierung für den Tony Award in derselben Kategorie.
Im Jahr 2015 spielte sie am Theatre Royal in Bath die Titelrolle im Musical Mrs Henderson Presents, das dann im Februar 2016 ins Londoner Noël Coward Theatre wechselte. Für diese Rolle erhielt sie abermals eine Nominierung für den Olivier Award 2016 als Beste Hauptdarstellerin in einem Musical.

## Filmografie (Auswahl)

### Filme
- 1986: Knights & Emeralds
- 1989: Shirley Valentine
- 1991: Revenge of Billy the Kid
- 2004: The Long Firm

### Fernsehserien
- 1982–1984, 1999: Coronation Street
- 1989–1991: Making Out
- 1991–1995: Joking Apart
- 1995–1996: Next of Kin
- 2003: Burn it
- 2013: Scott & Bailey
- 2013: New Tricks – Die Krimispezialisten (New Tricks)

## Theater (Auswahl)
- La Cage aux Folles
- Carousel
- Grease
- Chicago
- She Loves Me
- Honk!
- High Society
- Les Misérables
- Hairspray
- End of the Rainbow
- Mrs Henderson Presents